# ガリーナ・スタロヴォイトワ
ガリーナ・ワシリエヴナ・スタロヴォイトワ（スタロボイトワ、ロシア語: Гали́на Васи́льевна Старово́йтова、ラテン文字転写の例：Galina Vasilyevna Starovoitova、1946年5月17日 - 1998年11月20日）は、ソビエト連邦およびロシアの政治家。民族問題の専門家として知られた。

## 概要
1946年5月17日チェリャビンスクに生まれる。その後、家族とともにレニングラードに移る。レニングラード大学心理学部を卒業後は、工場で心理学専門家としてカウンセリングに当たる。その後、建築設計事務所勤務のかたわら、大学で社会心理学の講座を持つ。1971年レニングラード大学から社会心理学修士の学位を授与される。その後、心理学からソ連の民族問題へ関心を持つようになり、1974年ソ連科学アカデミー民族学研究所に勤務する。同研究所に17年間勤務し、その間カフカス地方の調査を実施し、1980年科学アカデミーから民族誌学の分野での功績を評価されて社会人類学博士候補の学位を授与された。1989年科学アカデミー民族間関係研究センター上級研究員に就任する。また、研究生活のかたわら、ペレストロイカにおける政治改革に賛同し、アンドレイ・サハロフ博士らと行動を共にする。

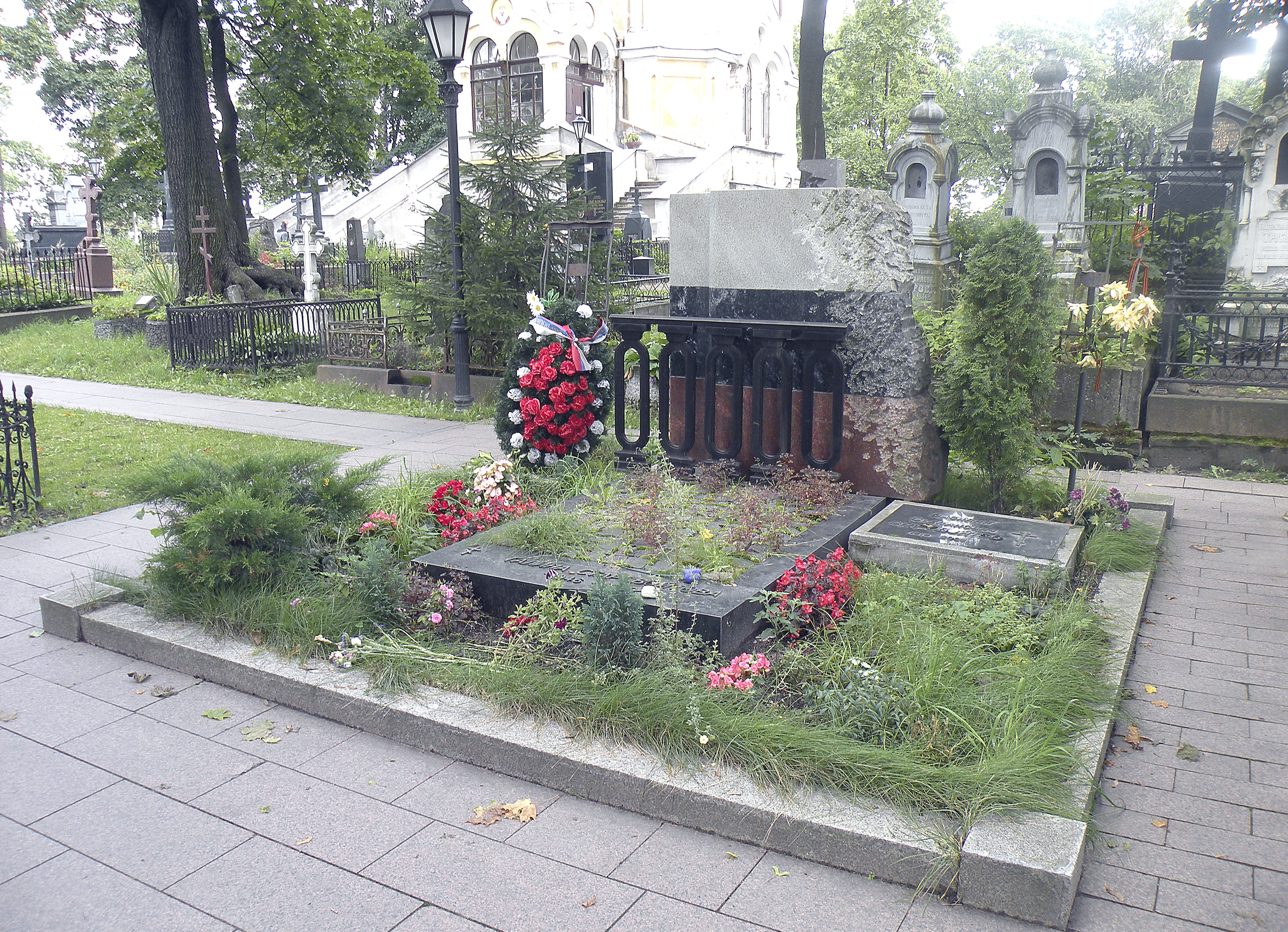
スタロヴォイトワの墓、2009年撮影

1989年、憲法改正で新設された人民代議員大会の代議員選挙にアルメニア選挙区から立候補し当選する。1990年にはロシア連邦共和国人民代議員にも選出された。同年にボリス・エリツィンがロシア連邦共和国最高会議議長に就任すると、スタロヴォイトワは民族問題担当国家顧問に就任し、1991年エリツィンがロシア大統領就任に伴い、民族間関係担当ロシア連邦大統領顧問となる。1991年8月のクーデターではエリツィン陣営に参加し、最高会議ビルに立てこもった。
1993年、民主ロシアに参加し共同議長に選出される。同年11月大統領顧問を解任される。1995年12月ロシア連邦議会下院国家会議選挙にサンクトペテルブルクから立候補し当選する。
1998年11月20日深夜、サンクトペテルブルクの自宅前（アパートの階段踊り場とも）で、武装した暴漢2人によって自動小銃と短銃で銃撃され即死した。52歳。補佐官のルスラン・リンコフも重傷を負った。葬儀には厳寒の中、数千人の人々が何時間も立ちつくしテロに抗議した。